# Friedrich Witt (Politiker)
Adolf Friedrich Witt (* 3. April 1895 in Hamburg; † 11. Februar 1966) war ein deutscher Politiker (DP).

## Leben
Witt, der auf der Uhlenhorst wohnte, besuchte das Realgymnasium des Johanneums an der Armgartstraße. Nach der mittleren Reife absolvierte er eine kaufmännische Lehre in Hamburg und hielt sich 1913/14 für 16 Monate in England auf. Im Ersten Weltkrieg war er Reserveoffizier. 1919 machte er sich als Straßenbauunternehmer selbständig, indem er das 1854 von einem Vorfahren gegründete Familienunternehmen J.C. Witt Nachfolger übernahm, das bis heute in Langenhorn besteht. Im selben Jahr trat er der nationalliberalen Deutschen Volkspartei bei.
Nach dem Zweiten Weltkrieg beteiligte er sich zunächst am Vaterstädtischen Bund Hamburg, der von dem ebenfalls früher der DVP angehörenden Paul de Chapeaurouge gegründet worden war, und wurde dort Schriftführer. Nach der Bürgerschaftswahl 1946, an der der VBH nicht hatte teilnehmen können, sah Witt keine Chance für den Vaterstädtischen Bund mehr, als eigenständige Kraft neben den anderen von ihm als „liberale Rechtsparteien“ charakterisierten Parteien, wie der Deutschen Konservativen Partei und der Niedersächsischen Landespartei zu bestehen und plädierte daher für einen „liberalen Rechtsblock“. Dabei konnte er sich aber ebenso wenig bei de Chapeaurouge durchsetzen, wie der ebenfalls für eine Gesamtorganisation werbende Erwin Jacobi, der auch aus der DVP kam, bei den Konservativen. Daraufhin wechselte er – ebenso wie Jacobi – in die gerade in Deutsche Partei umbenannte NLP über. Für diese wurde er bei Bürgerschaftswahl 1949 in das Landesparlament gewählt. Dort gehörte er unter anderem dem Bürgerausschuss an. Nachdem Anfang April 1952 der frühere NS-Polizeisenator Alfred Richter zum stellvertretenden Landesvorsitzenden der Deutschen Partei in Hamburg gewählt wurde, führte dies zu einer Kontroverse innerhalb des Landesverbandes, wobei sich Witt mit anderen Parteimitgliedern gegen Richter stellte. Insgesamt sechs der neun DP-Abgeordneten in der Hamburgischen Bürgerschaft, neben Witt auch Erwin Jacobi, Wilhelm Ziegeler, Werner Luckow, Gerhard Schubert und Fritz Starck, erklärten, dass sie die Zusammenarbeit mit der Person Richter „wegen ihrer politischen Funktion und Verantwortlichkeit in früherer Zeit“ ablehnen. Daneben wurde er 1949 auch in den Bezirksausschuss Hamburg-Nord gewählt, dem er auch von 1953 bis 1957 angehörte, als er als DP-Mitglied auf der Liste des Hamburg-Blocks gewählt wurde.